# Watkins (Colorado)
Watkins es un lugar designado por el censo ubicado en los condados de Arapahoe y Adams en el estado estadounidense de Colorado. En el Censo de 2010 está a 32,8 kilómetros de Denver en estados unidos y y tenía una población de 653 habitantes y una densidad poblacional de 9,31 personas por km².

## Geografía
Watkins se encuentra ubicado en las coordenadas 39°42′11″N 104°34′36″O / 39.70306, -104.57667. Según la Oficina del Censo de los Estados Unidos, Watkins tiene una superficie total de 70.17 km², de la cual 70.17 km² corresponden a tierra firme y (0%) 0 km² es agua.

## Demografía
Según el censo de 2010, había 653 personas residiendo en Watkins. La densidad de población era de 9,31 hab./km². De los 653 habitantes, Watkins estaba compuesto por el 90.2% blancos, el 1.84% eran afroamericanos, el 0.46% eran amerindios, el 1.23% eran asiáticos, el 0.46% eran isleños del Pacífico, el 3.22% eran de otras razas y el 2.6% pertenecían a dos o más razas. Del total de la población el 9.65% eran hispanos o latinos de cualquier raza.